# Finn Odderskov

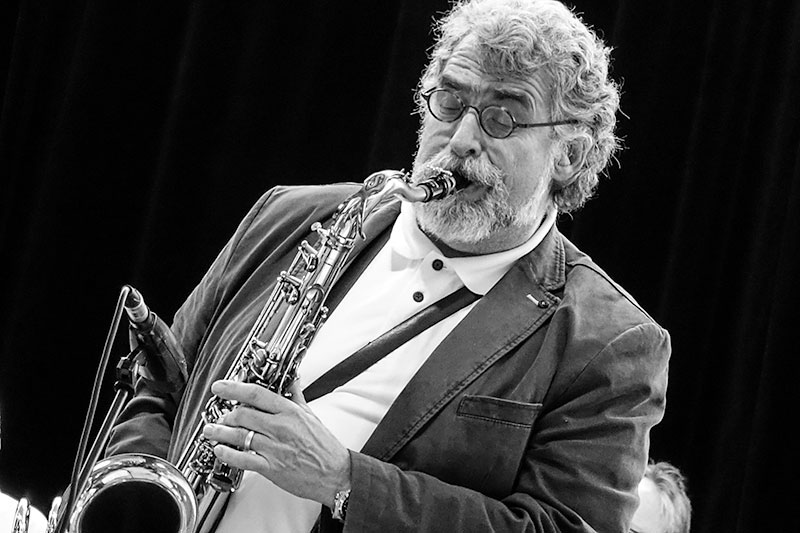
Finn Odderskov bei der Verleihung des Gaffelpris in Aarhus 2016

Finn Odderskov (* 5. Mai 1947 in Fredericia) ist ein dänischer Jazzmusiker (Sopran-, Alt-, Bariton- und Tenorsaxophon sowie Klarinette).

## Leben und Wirken
Odderskov erhielt zunächst klassischen Geigenunterricht. Mit 17 Jahren wendete er sich als Autodidakt dem Tenorsaxophon zu. In den 1960er Jahren gründete er sein Finn Odderskovs Sextet, das sich dem Hot Jazz und Swing widmete. Weiterhin trat er mit Clark Terry, Rolf Ericson, Charlie Shavers, Thad Jones, Bud Freeman und Ben Webster auf.
In den späten 1970er Jahren gehörte er zum großformatigem Det beskidte dusin, mit dem zwei Fusionalben entstanden. Kurzzeitig leitete er das Worck/Odderskov Jazz Quintet. Auch spielte er mit der Klüvers Big Band. In den letzten Jahren gehörte er zur Bourbon Street Jazzband, mit der mehrere Platten entstanden. Er arbeitete auch mit Hans Theessink, Katrine Madsen, Allen Bo und Jesper Friis zusammen und ist auf Alben von Rockin'in Rhythm, Stan Urban and Marroccan Rollers, West 58th Street Stompers zu hören.
Odderskov, der 1983 in Aarhus den Gaffelpris erhielt, wurde 2019 mit dem Ehrenpreis des Ben Webster Prize ausgezeichnet.

## Diskographische Hinweise
- Finn Odderskov Festival Band - Leroy Jones (Riverboat Jazz Festival, 2000)
- Finn Odderskov Festival Band Rat Race: Stories From Real Life (Intermusic 2002)
- River Band Featuring Finn Odderskov Live Femø 2005 (R.B. Music 2005)